# Pearl Argyle
Pearl Argyle   (Johannesburg, 7 de novembre de 1910 - Nova York, 29 de gener de 1947) va ser una ballarina de ballet i actriu sud-africana. Va iniciar-se en companyies de ballet clàssic angleses i posteriorment va actuar en diverses representacions de teatre musical i pel·lícules. Entre 1935 i 1938 fou estrella del Sadler's Wells Ballet, amb el qual interpretà El bes de la fada.
A l'inici de la Segona Guerra Mundial Agryle i la seva família es va traslladar a Los Angeles. Va morir a causa d'una hemorràgia cerebral amb només 36 anys. Les seves restes descansen en el Forest Lawn Memorial Park a Glendale (Califòrnia).
Va estar casada amb el director d'origen alemany Curtis Bernhardt.

## Filmografia
- 1932 - That Night in London
- 1934 - Chu-Chin-Chow
- 1935 - Adventure Ltd.
- 1935 - Royal Cavalcade
- 1936 - La vida futura
- 1938 - Three Artists
- 1940 - Nuit de décembre